# Marian Rułka

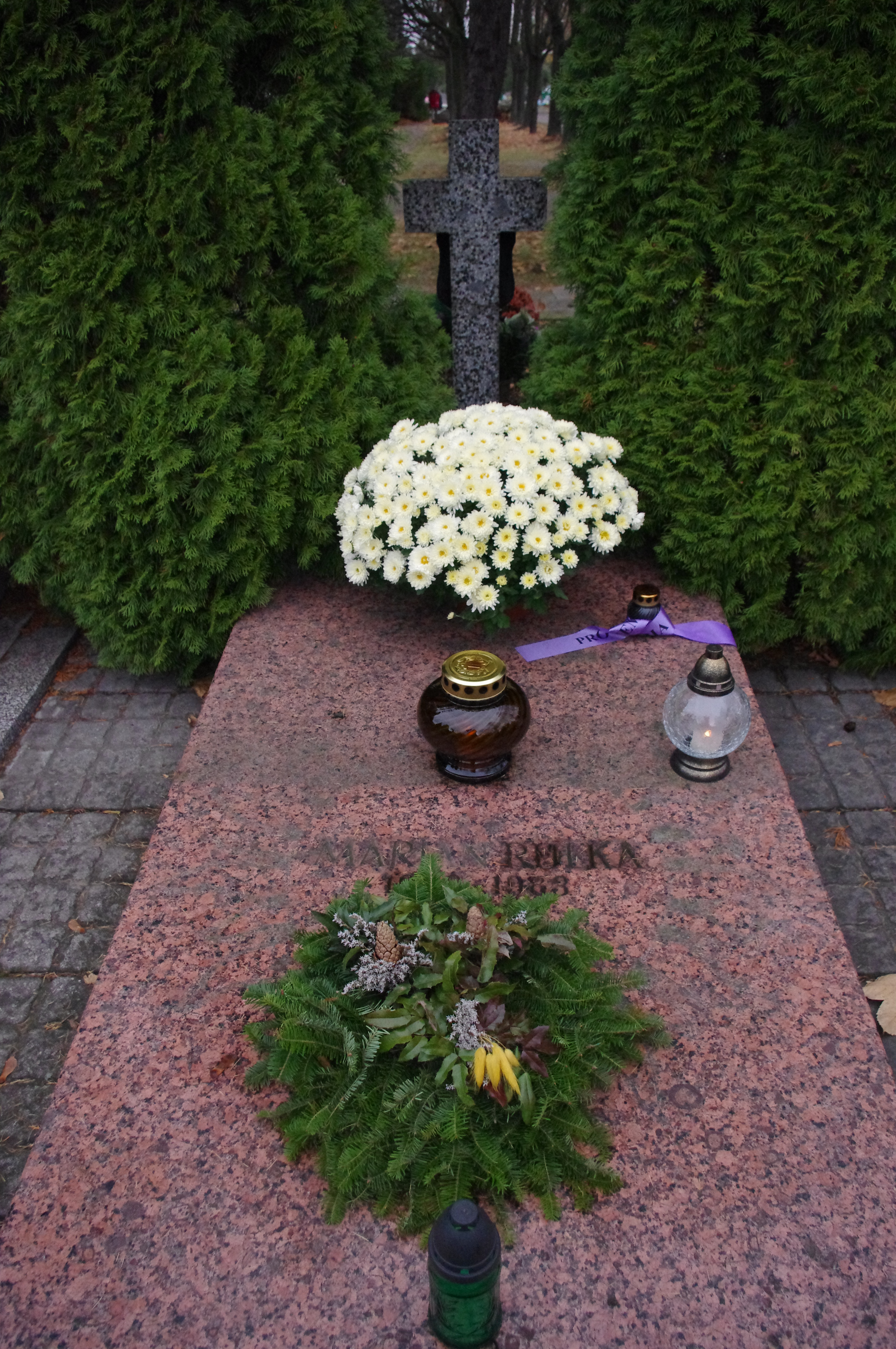
Grób Mariana Rułki na Cmentarzu Komunalnym Północnym w Warszawie

Marian Rułka (ur. 22 lipca 1929 w Lublinie, zm. 13 listopada 1983 w Warszawie) – polski aktor teatralny i filmowy.

## Życiorys
W 1952 roku ukończył studia na PWST w Warszawie. Pracował w teatrach:
- Teatr Ateneum w Warszawie (1953–1958, 1960–1976)
- Teatr im. Juliusza Osterwy w Lublinie (1959–1960)
- Teatr na Woli w Warszawie (1976–1981)
- Teatr Narodowy w Warszawie (1982–1983)

## Filmografia
- 1953: Piątka z ulicy Barskiej – Zbyszek Mocarski
- 1953: Trzy opowieści – brygadzista Władek Kulesza (odc. 1)
- 1963: Skąpani w ogniu – „Rudy”, syn Witocha
- 1963: Ubranie prawie nowe – Leon, syn wójta
- 1964: Barbara i Jan – członek szajki (odc. 2)
- 1965: Dzień ostatni – dzień pierwszy (odc. 1)
- 1965: Piwo – Gustaw
- 1967: Westerplatte – żołnierz
- 1969: Jak rozpętałem drugą wojnę światową – żołnierz brytyjski
- 1969: Podróżni jak inni – „Ślązak”
- 1973: Droga – pielęgniarz, znajomy Marii Lewandowskiej (odc. 6)
- 1975: Moja wojna, moja miłość
- 1975: Opadły liście z drzew – kucharz „Mały”
- 1975: Partita na instrument drewniany – wikary
- 1977: Układ krążenia – pacjent Tkaczyk (odc. 1)
- 1978: Zielona miłość – inżynier oceniający przydatność hali (odc. 3)
- 1980–1982: Dom – delegat PPR w fabryce Jędrysa (odc. 1); milicjant przesłuchujący Kazanowicza (odc. 9)
- 1980: Kariera Nikodema Dyzmy – Czerpak, naczelnik wydziału w Ministerstwie Komunikacji (odc. 6)
- 1980: Polonia Restituta – członek Naczelnej Rady Ludowej w Poznaniu
- 1981: Najdłuższa wojna nowoczesnej Europy – urzędnik Fierman (odc. 8)
- 1982: Polonia Restituta – członek Naczelnej Rady Ludowej w Poznaniu (odc. 5 i 6)
- 1983: Nie było słońca tej wiosny – Czarny

## Polski dubbing
- 1958: Marianna moich marzeń – Vincent Loringer[1][2]
- 1959: Obcy w domu[2]
- 1961: Daleki ukochany – Zora[3]
- 1963: Trzy światy Guliwera – Reldresal[4][1]
- 1963: Dziecięce marzenia – ojciec (Nowela 2)[4][1]
- 1963: Po latach – Roman[4][4]
- 1964: Ikaria XB 1 – Marcel Bernard[5]
- 1965: Piotruś partyzant – Lovro[6]
- 1973: Dwunastu gniewnych ludzi (druga wersja dubbingowa) – 6. przysięgły[2]

## Teatr Telewizji
Ma na koncie udział w kilkunastu spektaklach Teatru Telewizji. Zagrał między innymi główną rolę w spektaklu Szatan z siódmej klasy (ekranizacja z 1958).